# Zea mays subsp. mexicana
Sous-espèce
Zea mays subsp. mexicana est une sous-espèce du genre Zea. C'est une téosinte, plante herbacée annuelle, proche du maïs, endémique du Mexique.

## Description
Plusieurs populations sont décrites (Nobogame, Durango, Plateau central, Chalco, Puebla). Le long d'une ligne nord-sud, les races se distinguent par la hauteur de la plante atteignant 1,5 m pour les plus au nord et à 4 m pour les plus méridionales.
10 à 20 panicules mâles (35 en conditions exceptionnelles) avec des épillets de 6 mm à 10 mm de long (ce qui les distingue de Z. parviglumis et huehuetenangensis) en septembre-novembre.
Graines triangulaires de ~60 mg-80 mg.
Cette espèce à la capacité d'avoir un cycle végétatif très court, de 4 à 6 mois selon la population en conditions naturelles. Certaines formes ont même atteint 75 jours en milieu artificiel optimisé.
La race Nobogame est la plus nordique. C'est la plus petite et au cycle végétatif le plus court.

La race Plateau central a des gaines foliaires vertes à rouge clair, glabres à légèrement pubescentes.

La race Chalco se trouve à une altitude de 2 000 m et a des gaines foliaires rouge foncé pubescentes.

## Répartition et habitat
Cette plante pousse sur les plateaux du centre et du nord du Mexique entre les vallées de Nobogame et de Puebla entre 1 700 mètres et 2 600 mètres d'altitude, où elle est assez répandue et se comporte comme une adventice des champs de maïs.

## Synonymes
- Euchlaena bourgeaei E.Fourn.[2]
- Euchlaena giovanninii E.Fourn.[2]
- Euchlaena mexicana Schrad.[2] [3]
- Reana giovanninii Brign.[2]
- Zea mays mexicana (Schrad.) H.H. Iltis[3]
- Zea mays subsp. mexicana (Schrad.) Iltis[2] [3]
- Zea mexicana (Schrad.) Kuntze (préféré par BioLib)[3]

## Génétique
Dans la nature, elle s'hybride rarement avec le maïs cultivé (60 % de succès). C'est la seconde espèce qui présente la plus grande affinité génomique avec le maïs (la première étant Zea mays huehuetenangensis).
Cette hybridation fait l'objet de recherches pour sa résistance aux maladies et prédateurs sa tolérance aux sols secs et sa richesse en méthionine (un des points faibles nutritionnels du maïs cultivé).